# Světový den laboratorních zvířat

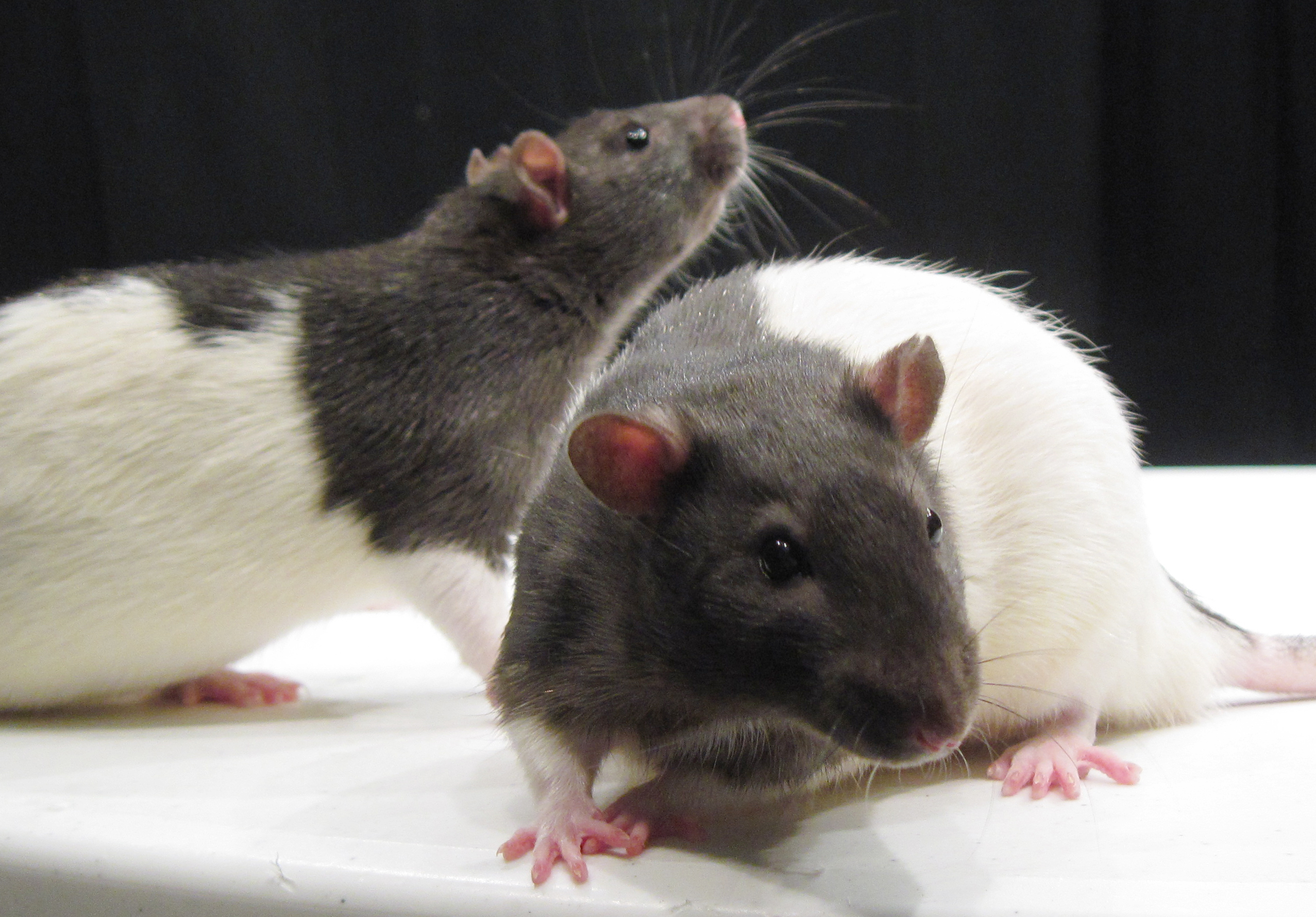
Laboratorní potkani

Světový den laboratorních zvířat (nebo také světový den zvířat v laboratořích; anglicky World Lab Animal Day, nebo World Day For Animals In Laboratories, WDAIL) připadá každý rok na 24. duben.

## Týden laboratorních zvířat
Celý týden, do kterého tento den v daný rok spadá, je světovým týdnem laboratorních zvířat. Britská Národní společnost proti vivisekci (National Anti-Vivisection Society, NAVS) popisuje den jako “mezinárodní upomínku”  toho, že v laboratořích po celém světě se testuje na zvířatech.

## Historie
Britská NAVS ustanovila Světový den laboratorních zvířat na 24. duben v roce 1979. Tento mezinárodní den je uznáván Organizací spojených národů, i když není zahrnut do jejího oficiálního seznamu významných dnů.
Světový den laboratorních zvířat se připomíná na všech kontinentech.

## Demonstrace a aktivismus

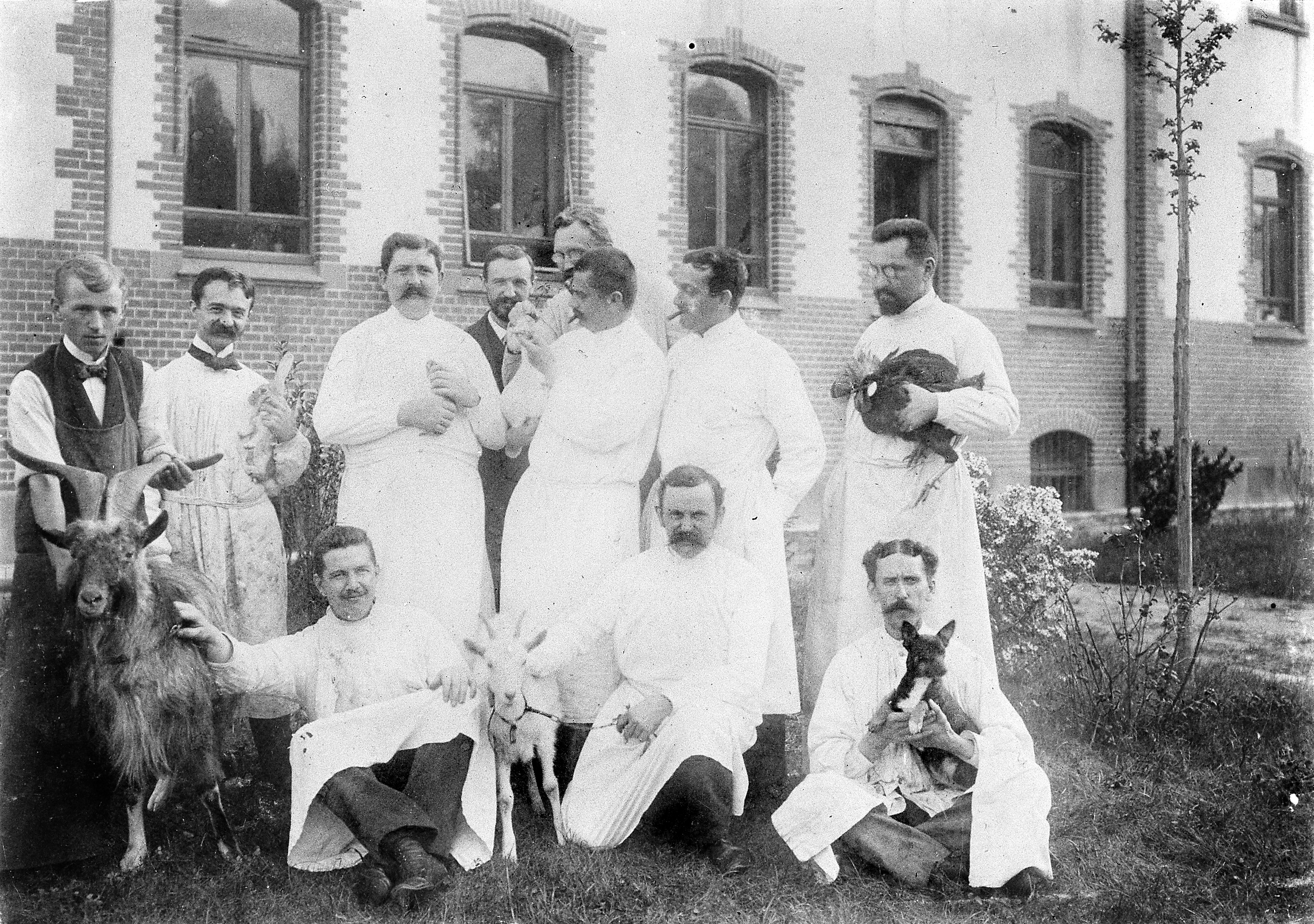
Vědci s laboratorními zvířaty

Organizace People for the Ethical Treatment of Animals (PETA) v roce 1980, tedy rok po ustanovení mezinárodního dne, zorganizovala první protest Světového dne laboratorních zvířat v USA.
Slavení svátku formou protestů a demonstrací se stalo tradicí a v současnosti se během něj konají akce tohoto rázu organizované různými skupinami zaměřenými na zviditelnění problematiky provádění pokusů na zvířatech.
Podobný pochod se konal v Birminghamu v roce 2012 a Nottinghamu v roce 2014.
Světový den a týden pro zvířata v laboratořích přilákal také pozornost vědeckých skupin, které naopak využití zvířat ve výzkumu hájí. Členové UCLA uspořádali 22. dubna 2009 uspořádali protestní shromáždění na podporu biomedicínského výzkumu na zvířatech.